# Olaf Hoffsbakken
Olaf Hoffsbakken, född den 2 september 1908, död den 23 november 1986, var en norsk längdåkare och utövare av nordisk kombination som tävlade under 1930-talet.
Hoffsbakkens första internationella mästerskap var VM i Sollefteå 1934 där han slutade på sjätte plats i nordisk kombination. Nästa mästerskap var VM i Vysoké Tatry 1935 där han var med i det norska stafettlag som slutade tvåa. Dessutom blev han bronsmedaljör på 18 kilometer i längdåkningen och slutade fyra i nordisk kombination. Hoffsbakken deltog i OS 1936 i Garmisch-Partenkirchen där han blev silvermedaljör både i nordisk kombination och i stafett 4 x 10 kilometer. Hans sista mästerskap var VM i Lahtis 1938 där han blev guldmedaljör i nordisk kombination. 
1937 fick Hoffsbakken motta Holmenkollenmedaljen.